# Tay (Ontario)
Tay è una township del Canada, situata nella Contea di Simcoe, nella provincia dell'Ontario.
Nel territorio di Tay sorgevano i villaggi uroni di Teanaostataé e Taenhatentaron (chiamati dai missionari gesuiti Saint-Louis e Saint-Ignace), attaccati e distrutti dagli irochesi tra il 1648 e il 1649. A Taenhatentaron (Saint-Ignace) subirono il martirio i santi Giovanni de Brébeuf e Gabriele Lalemant.